# Dicranota (Paradicranota) schistacea
Dicranota (Paradicranota) schistacea is een tweevleugelige uit de familie Pediciidae. De soort komt voor in het Palearctisch gebied.